# Geplooide erwtenmossel
De geplooide erwtenmossel of kleine erwtenmossel (Euglesa henslowana, synoniem Pisidium henslowanum) is een in zoetwater levende tweekleppigensoort uit de familie van de Sphaeriidae. De wetenschappelijke naam van de soort werd in 1825 voor het eerst geldig gepubliceerd door Sheppard als Tellina henslowana ter ere van John Stevens Henslow.

## Beschrijving
De schelp van de kleine erwtenmossel is schuin ovaal en ongeveer 3,5-5 mm groot. Het heeft prominente, smalle umbo's ver achter het midden en de umbo's hebben schuine verhoogde toppen. Het oppervlak (periostracum) is zijdeachtig met fijne, zelfs concentrische strepen. De kleur is grijzig, vooral bij de umbo's.
Euglesa:
casertana · 
compressa · 
conventus · 
edlaueri · 
globularis · 
henslowana · 
hinzi · 
lilljeborgi · 
maasseni · 
pulchella · 
subtruncata · 
waldeni

Odhneripisidium:
annandalei · 
moitessierianum · 
stewarti · 
tenuilineatum

Musculium:
lacustre · 
†subtile · 
transversum

Pisidium:
amnicum · 
†clessini · 
hibernicum · 
milium · 
nitidum · 
obtusalis · 
obtusale obtusale · 
obtusale lapponicum · 
personatum · 
pseudosphaerium · 
supinum

Sphaerium:
asiaticum · 
corneum · 
†icenicum · 
nitidum · 
nucleus · 
ovale · 
rivicola · 
†rosmalense · 
solidum · 
†subsolidum